# Bataille de Kircholm
 (février 2024).
Si vous disposez d'ouvrages ou d'articles de référence ou si vous connaissez des sites web de qualité traitant du thème abordé ici, merci de compléter l'article en donnant les références utiles à sa vérifiabilité et en les liant à la section « Notes et références ».
Guerre polono-suédoise
Batailles
Modèle:Guerre polono-suédoise
La bataille de Kircholm du 27 septembre 1605 est l'une des grandes batailles de la guerre polono-suédoise de 1600-1611. La bataille s'est déroulé à Kirchholm (désormais Salaspils en Lettonie).
Les forces de la république des Deux Nations de Jan Karol Chodkiewicz, bien qu'inférieures en nombre, ont rapidement battu les forces suédoises de Charles IX. Cette victoire fut marquée par la puissance de la cavalerie lourde (hussards) de Pologne-Lituanie.
Ce fut l'une des plus grandes victoires de la Première République polonaise (République des Deux Nations). L'armée polono-lituanienne sous le commandement de l'hetman de campagne lituanien Jan Karol Chodkiewicz (1 040 fantassins, 2 400 cavaliers et 4 ou 7 canons, dont des bannières cosaques, tatars et courlandaises), principalement grâce à l'utilisation de hussards par le commandant lituanien comme force de rupture, a vaincu l'armée suédoise sous le commandement de Charles IX Vasa, qui était plus de trois fois plus nombreuses. (8 500 fantassins, 2 500 cavaliers et 11 canons - en plus des Suédois, des mercenaires hollandais, écossais et allemands combattirent).
L'armée polonaise a perdu environ 100 soldats (200 ont été blessés), dont seulement 13 hussards et camarades blindés, et 150 chevaux.

Les Suédois ont perdu environ 6 à 9 000 personnes. soldats (une partie importante d'entre eux sont morts lors de la fuite), soit plus de la moitié de l'armée, dont de nombreux commandants, dont le général Anders Lenartsson, Fryderyk, le père. Lunebourg. Charles IX lui-même n'a survécu que grâce au reiter Henryk Wrede, qui a donné son cheval au monarque, ce qui lui a coûté la vie. De plus, les Suédois furent contraints d'abandonner le siège de Riga.